# 논산읍
논산읍(論山邑)은 호남선 연변에 존재했던 논산군의 읍으로 1938년 10월 1일부터 1996년 2월 29일까지 존재하였다. 강경과 함께 연안에 발달하여 옛날에는 군산까지 하운 편이 있었고, 호남선이 개통되고, 자동차 교통이 발달되어 교통의 요지가 되었다. 도시계획에 의한 구획정리를 하지 않고 건물을 세웠으므로 크고 작은 건물들이 무질서하게 들어섰으며 고무, 양조, 정유공장 등이 있다. 그리고 부근의 연무읍이 발달됨에 따라 그 영향으로 다소 활기를 띠고 있다. 읍의 남동쪽 4km 지점에는 속칭 은진미륵이 있는 관촉사가 있으며, 반야산은 수목이 우거져 시민의 좋은 휴식처가 된다. 여기서 좀 더 가면 주위 약 12km, 평균 수심 20ｍ나 되는 논산저수지가 있는데 이는 논산, 강경의 넓은 평야를 관개해 준다. 1996년 3월 1일 자로 논산군이 논산시로 승격되면서 논산읍은 취암동(취암동, 화지동, 반월동, 지산동, 덕지동, 내동, 관촉동)과 부창동(부창동, 대교동, 등화동, 강산동)으로 분리되었다.